# Liste des monuments historiques de Neufchâteau
Ce tableau présente la liste de tous les monuments historiques classés ou inscrits dans la ville de Neufchâteau, Vosges, en France.

## Liste
| Monument                                                              | Adresse                                                  | Coordonnées                      | Notice         | Protection     | Date      | Illustration                                                          |
| --------------------------------------------------------------------- | -------------------------------------------------------- | -------------------------------- | -------------- | -------------- | --------- | --------------------------------------------------------------------- |
| ancien couvent de la Congrégation Notre-Dame ancien Tribunal          | 26 place Jeanne-d'Arc                                    | 48° 21′ 13″ nord, 5° 41′ 46″ est | « PA88000048 » | Inscrit        | 2012      | ancien couvent de la Congrégation Notre-Dameancien Tribunal           |
| Croix de chemin de Noncourt                                           | Grande Rue Rue du Bois le Saint                          | 48° 20′ 52″ nord, 5° 41′ 07″ est | « PA00107218 » | Classé         | 1910      | Image manquante Téléverser                                            |
| Église Saint-Christophe                                               | Rue Saint-Christophe                                     | 48° 21′ 15″ nord, 5° 41′ 37″ est | « PA00107211 » | Classé         | 1908      | Église Saint-Christophe                                               |
| Église Saint-Nicolas                                                  | Rue Saint-Nicolas                                        | 48° 21′ 16″ nord, 5° 41′ 53″ est | « PA00107212 » | Classé         | 1908      | Église Saint-Nicolas                                                  |
| Ensemble immobilier                                                   | 31 rue Saint-Jean 12 rue de la Comédie                   | 48° 21′ 16″ nord, 5° 41′ 41″ est | « PA88000016 » | Inscrit        | 2000      | Ensemble immobilier                                                   |
| Chapelle du Saint-Esprit                                              | Rue de la 1re Armée Française                            | 48° 21′ 20″ nord, 5° 41′ 21″ est | « PA00107213 » | Inscrit        | 1926      | Chapelle du Saint-Esprit                                              |
| Hôtel de ville                                                        | 28 rue Saint-Jean                                        | 48° 21′ 18″ nord, 5° 41′ 40″ est | « PA00107214 » | Classé         | 1908 1981 | Hôtel de ville                                                        |
| Maison                                                                | 3 place Carrière                                         | 48° 21′ 20″ nord, 5° 41′ 52″ est | « PA88000008 » | Inscrit        | 2000      | Image manquante Téléverser                                            |
| Maison                                                                | 13 rue de la Comédie                                     | 48° 21′ 15″ nord, 5° 41′ 41″ est | « PA88000009 » | Inscrit        | 2000      | Maison                                                                |
| Maison actuelle école Jeanne-d'Arc                                    | 1 avenue de Herringen                                    | 48° 21′ 28″ nord, 5° 41′ 31″ est | « PA88000010 » | Inscrit        | 2000      | Maisonactuelle école Jeanne-d'Arc                                     |
| Maison des Goncourt                                                   | 2 place Jeanne-d'Arc                                     | 48° 21′ 17″ nord, 5° 41′ 47″ est | « PA00107215 » | Inscrit Classé | 2019 1980 | Maison des Goncourt                                                   |
| Maison                                                                | 8 place Jeanne-d'Arc                                     | 48° 21′ 17″ nord, 5° 41′ 47″ est | « PA88000011 » | Inscrit        | 2000      | Maison                                                                |
| Maison                                                                | 21 place Jeanne-d'Arc                                    | 48° 21′ 17″ nord, 5° 41′ 48″ est | « PA88000012 » | Inscrit        | 2000      | Maison                                                                |
| Maison                                                                | 25 place Jeanne-d'Arc                                    | 48° 21′ 16″ nord, 5° 41′ 47″ est | « PA88000013 » | Inscrit        | 2000      | Maison                                                                |
| Maison                                                                | 17 rue Neuve                                             | 48° 21′ 21″ nord, 5° 41′ 45″ est | « PA88000014 » | Inscrit        | 2000      | Maison                                                                |
| Maison                                                                | 19 rue Neuve                                             | 48° 21′ 21″ nord, 5° 41′ 46″ est | « PA88000022 » | Inscrit        | 2000      | Maison                                                                |
| Maison                                                                | 21 avenue du Président-Kennedy                           | 48° 21′ 18″ nord, 5° 41′ 30″ est | « PA88000020 » | Inscrit        | 2000      | Image manquante Téléverser                                            |
| Maison                                                                | Rouceux 2 rue du Pressoir                                | 48° 21′ 49″ nord, 5° 41′ 25″ est | « PA88000019 » | Inscrit        | 2000      | Image manquante Téléverser                                            |
| Maison                                                                | 3 rue Saint-Nicolas                                      | 48° 21′ 18″ nord, 5° 41′ 49″ est | « PA88000018 » | Inscrit        | 2000      | Maison                                                                |
| Maison                                                                | 7 rue Saint-Nicolas                                      | 48° 21′ 17″ nord, 5° 41′ 51″ est | « PA88000017 » | Inscrit        | 2000      | Maison                                                                |
| Monument aux enfants de l'arrondissement morts pour la patrie en 1870 | Avenue du Général-de-Gaulle Avenue de la Grande-Fontaine | 48° 21′ 11″ nord, 5° 41′ 34″ est | « PA88000015 » | Inscrit        | 2000      | Monument aux enfants de l'arrondissement morts pour la patrie en 1870 |
| Prieuré Notre-Dame vestiges de la chapelle                            | 15 place Carrière                                        | 48° 21′ 17″ nord, 5° 41′ 55″ est | « PA00107216 » | Inscrit        | 1932      | Image manquante Téléverser                                            |
| Sous-préfecture                                                       | 26 rue Saint-Jean                                        | 48° 21′ 18″ nord, 5° 41′ 41″ est | « PA88000021 » | Inscrit        | 2000      | Sous-préfecture                                                       |
| Théâtre municipal Cinéma Scala                                        | 1bis rue de la Comédie                                   | 48° 21′ 14″ nord, 5° 41′ 44″ est | « PA00107217 » | Classé Inscrit | 1983      | Théâtre municipalCinéma Scala                                         |